# Présentevillers
Présentevillers és un municipi francès situat al departament del Doubs i a la regió de Borgonya - Franc Comtat. L'any 2007 tenia 477 habitants.

## Demografia

### Població
El 2007 la població de fet de Présentevillers era de 477 persones. Hi havia 196 famílies de les quals 36 eren unipersonals (20 homes vivint sols i 16 dones vivint soles), 92 parelles sense fills, 60 parelles amb fills i 8 famílies monoparentals amb fills.
La població ha evolucionat segons el següent gràfic:
Habitants censats

### Habitatges
El 2007 hi havia 202 habitatges, 198 eren l'habitatge principal de la família i 4 estaven desocupats. 187 eren cases i 15 eren apartaments. Dels 198 habitatges principals, 167 estaven ocupats pels seus propietaris, 27 estaven llogats i ocupats pels llogaters i 4 estaven cedits a títol gratuït; 5 tenien dues cambres, 23 en tenien tres, 43 en tenien quatre i 126 en tenien cinc o més. 189 habitatges disposaven pel capbaix d'una plaça de pàrquing. A 74 habitatges hi havia un automòbil i a 112 n'hi havia dos o més.

### Piràmide de població
La piràmide de població per edats i sexe el 2009 era:
| Homes | Edats   | Dones |
| ----- | ------- | ----- |
| 0     | 95 o +  | 0     |
| 0     | 90 a 94 | 0     |
| 0     | 85 a 89 | 0     |
| 0     | 80 a 84 | 0     |
| 0     | 75 a 79 | 12    |
| 8     | 70 a 74 | 0     |
| 20    | 65 a 69 | 8     |
| 32    | 60 a 64 | 36    |
| 8     | 55 a 59 | 24    |
| 24    | 50 a 54 | 24    |
| 28    | 45 a 49 | 20    |
| 16    | 40 a 44 | 24    |
| 12    | 35 a 39 | 4     |
| 24    | 30 a 34 | 16    |
| 4     | 25 a 29 | 16    |
| 16    | 20 a 24 | 20    |
| 16    | 15 a 19 | 24    |
| 20    | 10 a 14 | 8     |
| 16    | 5 a 9   | 12    |
| 16    | 0 a 4   | 4     |

## Economia
El 2007 la població en edat de treballar era de 305 persones, 212 eren actives i 93 eren inactives. De les 212 persones actives 204 estaven ocupades (116 homes i 88 dones) i 8 estaven aturades (4 homes i 4 dones). De les 93 persones inactives 42 estaven jubilades, 27 estaven estudiant i 24 estaven classificades com a «altres inactius».

### Ingressos
El 2009 a Présentevillers hi havia 193 unitats fiscals que integraven 480,5 persones, la mediana anual d'ingressos fiscals per persona era de 20.795 €.

### Activitats econòmiques
Dels 9 establiments que hi havia el 2007, 1 era d'una empresa de fabricació d'altres productes industrials, 1 d'una empresa de construcció, 1 d'una empresa de comerç i reparació d'automòbils, 1 d'una empresa financera, 4 d'empreses de serveis i 1 d'una entitat de l'administració pública.
Dels 2 establiments de servei als particulars que hi havia el 2009, 1 era un taller de reparació d'automòbils i de material agrícola i 1 lampisteria.
L'any 2000 a Présentevillers hi havia 4 explotacions agrícoles.

## Equipaments sanitaris i escolars
El 2009 hi havia una escola elemental integrada dins d'un grup escolar amb les comunes properes formant una escola dispersa.

## Poblacions més properes
El següent diagrama mostra les poblacions més properes.